# Високі долі
«Високі долі» (англ. High Stakes) — американський детектив режисера Артура Гойта 1918 року.

## У ролях
- Дж. Барні Шеррі — Ральф Стеннінг
- Джейн Міллер — Мері Стеннінг
- Гарві Кларк — інспектор Калверт
- Ед Вашингтон — Гакіфф
- Мертл Рішелл — леді Еліс
- Бен Льюїс — Клайд Харрісон
- Дж.П. Вайлд — двірник
- Річард Россон — Джиммі